# Нортвуд (станція метро)
51°36′39.24″ пн. ш. 0°25′27.84″ зх. д. / 51.6109000° пн. ш. 0.4244000° зх. д.

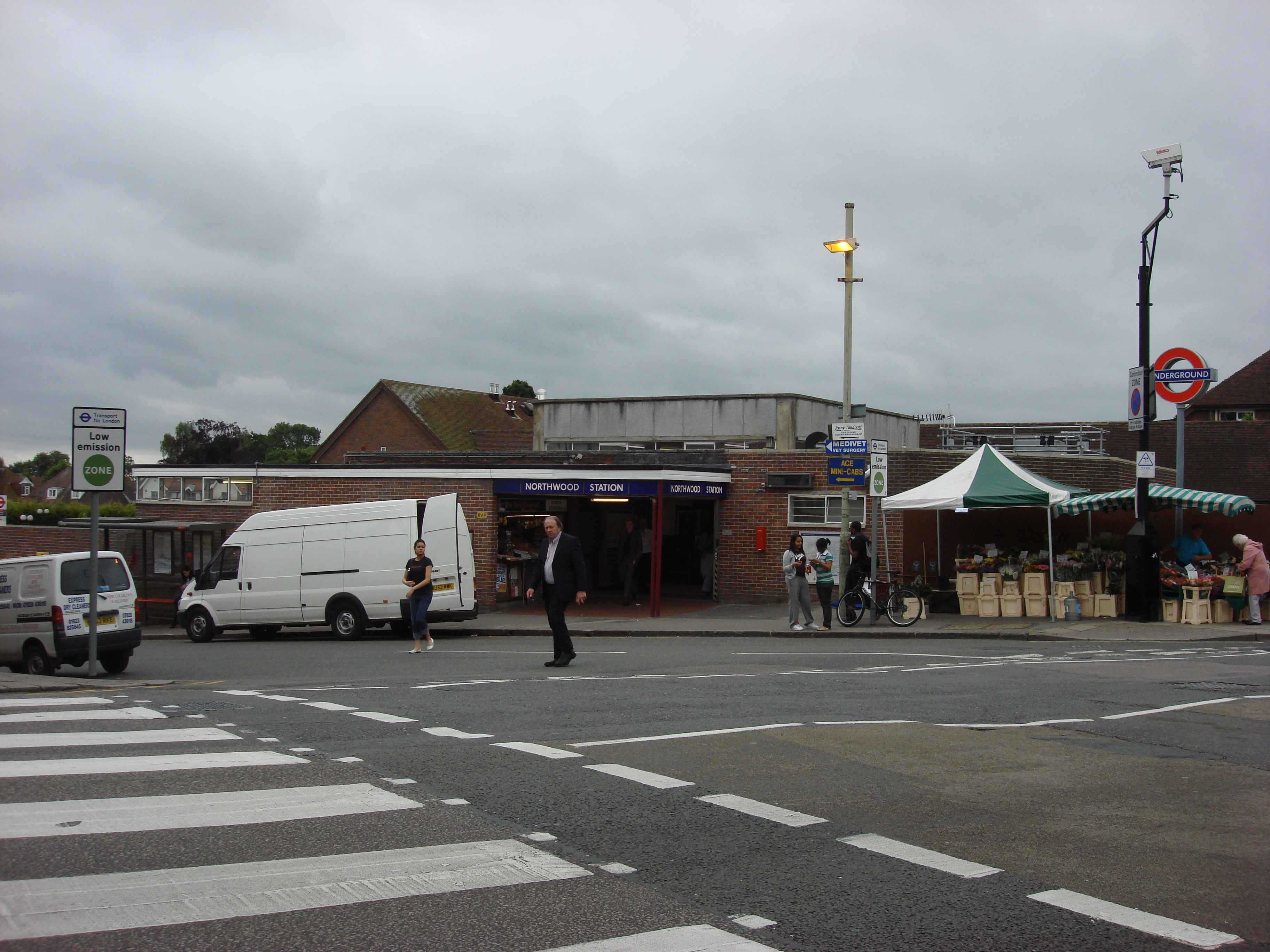
Вхід до станції Нортвуд

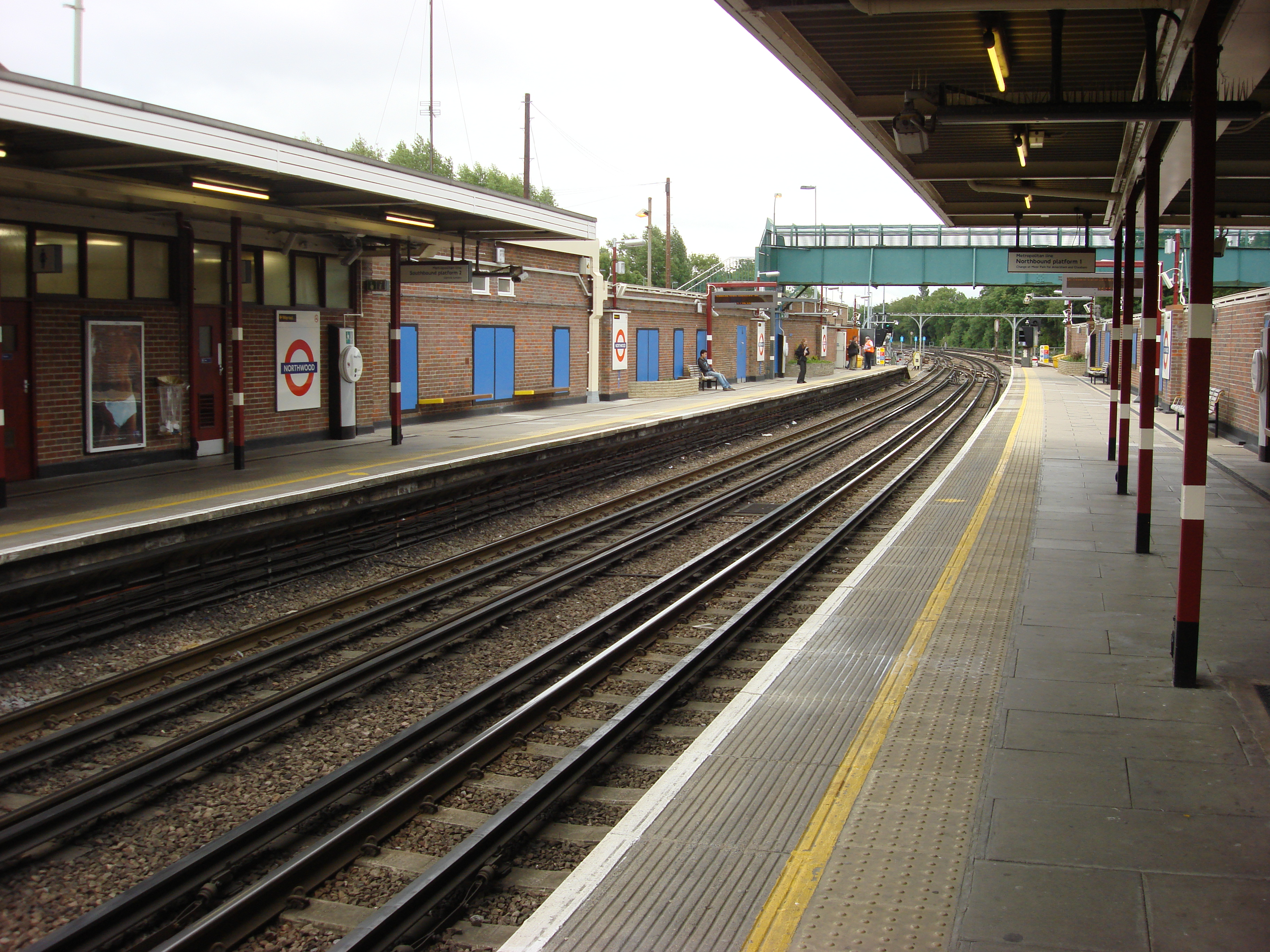
Платформи станції Нортвуд

Нортвуд (англ. Northwood) — станція лінії Метрополітен Лондонського метро. Розташована у 6-й тарифній зоні, у районі Нортвуд, на північному заході Великого Лондону, між станціями Нортвуд-гіллз та Мур-парк. Пасажирообіг на 2017 рік — 3.04 млн. осіб.

## Історія
- 1. вересня 1887 — відкриття станції у складі Metropolitan Railway (сьогоденна лінія Метрополітен)
- 14. листопада 1966 — закриття товарної станції[2]

## Пересадки
- Пересадки на автобуси London Buses маршрутів: 282, 331 та H11.

## Послуги
| Попередня станція | Лінія | Лінія                               | Лінія | Наступна станція |
| ----------------- | ----- | ----------------------------------- | ----- | ---------------- |
| Нортвуд-гіллз     |       | Лондонське метро Лінія Метрополітен |       | Мур-парк         |